# Penrosada neglecta
Penrosada neglecta är en fjärilsart som beskrevs av Brown 1944. Penrosada neglecta ingår i släktet Penrosada och familjen praktfjärilar. Inga underarter finns listade i Catalogue of Life.